# Pubescibidion
Pubescibidion is een kevergeslacht uit de familie van de boktorren (Cerambycidae). De wetenschappelijke naam van het geslacht werd voor het eerst geldig gepubliceerd in 2009 door Martins.

## Soorten
Pubescibidion is monotypisch en omvat slechts de volgende soort:
- Pubescibidion pubescens Martins, 2009